# Haloo Helsinki!
Haloo Helsinki! (рус. Привет, Хельсинки!) — поп-рок группа из Финляндии.

## История
Была основана в Хельсинки в 2006 году. Её альбомы III и Maailma on tehty meitä varten (2013) стали платиновыми. Также платину получил сингл «Maailman toisella puolen», а «Vapaus käteen jää» — золото. Группа поставила своеобразный рекорд в Финляндии, так как четыре её сингла «Maailman toisella puolen», «Huuda!», «Vapaus käteen jää», «Maailma on tehty meitä varten») последовательно занимали верхние строчки в топ-листе финских радиостанций.

### Создание и EMI (2006—2011)
Осенью 2006 года гитаристы Лео Хаканен (Leo Hakanen) и Йере Марттила (Jere Marttila) обратились к ставшему впоследствии продюсером группы Петеру Коклюшкин (Peter Kokljuschkin), и он помог им найти солистку Элли Халоо — Элиса Тииликайнен (Elisa Tiilikainen). Позднее к ним присоединился ударник Юкка Солдан (Jukka Soldan).
В августе 2008 года вышел дебютный альбом под названием «Haloo Helsinki!». Он сразу же занял шестое место в официальном хитпараде Финляндии Suomen virallinen lista и продержался там на протяжении семи недель.
В 2009 году на ежегодном летнем музыкальном фестивале Kesäkumi был представлен второй альбом «Enemmän kuin elää». Он поднялся до седьмого места и занимал его четыре недели.
Третий альбом под названием «III» вышел 2 марта 2011 года. Он достиг четырнадцатой строчки и оставался в чартах Финляндии на протяжении 36 недель. На 34 календарной неделе 2011 года он поднялся до самого высокого — восьмого места. Композиция «Maailman toisella puolen» из этого альбома летом 2011 года стала хитом и была среди самых популярных в плей-листах финских радиостанций. Так же она стала второй среди самых загружаемых и третьей среди синглов. Сингл разошелся тиражом свыше 12000 и стал платиновым. Альбом «III» вызвал широкий интерес прессы к Haloo Helsinki!. Критики Helsingin Sanomat и Keskisuomalainen удостоили группу четырёх, а Savon Sanomat — пяти звезд. Было продано свыше 22000 копий альбома «III», и он так же стал платиновым.
Haloo Helsinki! выпустила первые три альбома в сотрудничестве с EMI Music Finland. После выхода альбома «III» группа прекратила работу с продюсером Петером Коклюшкин (Peter Kokljuschkin).

### Ratas Music (2012 — по настоящее время)
В 2012 году Haloo Helsinki! заключили новый звукозаписывающий контракт с Ratas Music Group.
Четвертый альбом под названием Maailma on tehty meitä varten вышел 4 февраля 2013 года. В работе над ним принимали участие Rauli Eskolin и Gabi Hakanen. Впервые все композиции были написаны исключительно участниками группы. Первый сингл «Huuda!» с данного альбома был представлен 30 ноября 2012 года. Всего через несколько недель после выхода альбом стал золотым. Альбом Maailma on tehty meitä varten получил дважды платиновый статус и оставался в хитпараде Suomen virallinen lista на протяжении 69 недель. Сингл Vapaus käteen jää стал золотым.
С декабря 2013 года группа зарегистрирована как общество с ограниченной ответственностью Haloo Music Group Oy.
Haloo Helsinki! презентовали свой пятый альбом «Kiitos ei ole kirosana» 3 октября 2014 года. Мелодии написаны участниками группы, а автором текстов является Elli Haloo. Продюсировали диск Rauli Eskolin и Gabi Hakanen. Альбом сразу же поднялся на самую вершину Suomen virallinen lista и занял первое место. По результатам продаж он стал платиновым. Песня «Kiitos ei ole kirosana» заняла 62-е место по популярности у пользователей Spotify, войдя таким образом в историю финской музыки.
Первый концертный тур группы стартовал в октябре 2014 года.
Сингл «Beibi» из этого альбома сразу после своего появления в октябре занимал первое место в чартах радиостанций. Он был одним из самых популярных по скачиваемости в iTunes и Spotify в Финляндии..
После выхода 2 декабря 2016 года сингла «Rakas» группа заявила о том, что 10 марта 2017 планирует выпустить новый альбом под названием «Hulluuden highway».
10 сентября 2021 года был представлен очередной альбом под названием «Älä pelkää elämää».

## Участники группы
- Йере Марттила — гитара, бэк-вокал.
- Лео Хаканен — гитара, бэк-вокал.
- Элиса Тииликайнен (Элли Халоо, фин. Elli Haloo) — вокалистка.
- Юкка Солдан — ударные.

## Дискография
- Haloo Helsinki! (2008)
- Enemmän kuin elää (2009)
- III (2011)
- Maailma on tehty meitä varten (2013)
- Kiitos ei ole kirosana (2014)
- Hulluuden Highway (2017)
- Älä pelkää elämää (2021)